# خيسوس ماريا زامورا
خيسوس ماريا زامورا أنسورينا (بالإسبانية: Jesús María Zamora) ، من مواليد 1 يناير 1955 ، لاعب كرة قدم إسباني سابق.
لعب مع منتخب إسبانيا لكرة القدم.

## روابط خارجية
- خيسوس ماريا زامورا على موقع الاتحاد الدولي (مؤرشف)  (الإنجليزية)
- خيسوس ماريا زامورا على موقع قاعدة بيانات كرة القدم.إي يو (الإنجليزية)
- خيسوس ماريا زامورا على موقع ناشيونال فوتبول تيمز (الإنجليزية)
- خيسوس ماريا زامورا على موقع عالم كرة القدم.نت (الإنجليزية)